# Chicane (artiest)
Chicane, pseudoniem van Nick Bracegirdle (Chalfont St. Giles, 28 februari 1971), is een Britse dj, producer en muzikant die elektronische muziek en dance produceert, met name trance en chill-out.
Samen met Leo Elstob startte Bracegirdle zijn carrière in 1995 onder het pseudoniem Disco Citizens. Een jaar later richtte hij de labels Cyanide en Modena Records op, waarna hij Chicane begon. Zijn debuutalbum Far from the Maddening Crowds verscheen in 1997. Hierop werkt hij samen met Salt Tank.
Chicane verwierf voornamelijk bekendheid met de singles Offshore, Saltwater (gebaseerd op het nummer Theme from Harry's Game van Clannad) en Don't Give Up (met Bryan Adams). Hij heeft zijn eigen radioprogramma getiteld Sun:Sets.

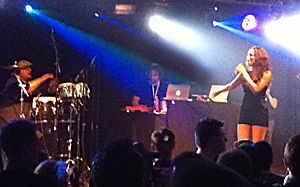
Chicane tijdens een optreden in Stockholm in 2011

## Discografie

### Albums
| Album met eventuele hitnotering(en) in de Nederlandse Album Top 100 | Datum van verschijnen | Datum van binnenkomst | Hoogste positie | Aantal weken | Opmerkingen                                                                         |
| ------------------------------------------------------------------- | --------------------- | --------------------- | --------------- | ------------ | ----------------------------------------------------------------------------------- |
| Far from the Maddening Crowds                                       | 1997                  | -                     |                 |              |                                                                                     |
| Chilled                                                             | 1999                  | -                     |                 |              | verzamelalbum                                                                       |
| Behind the Sun                                                      | 2000                  | 08-04-2000            | 62              | 4            |                                                                                     |
| Visions of Ibiza                                                    | 2001                  | -                     |                 |              | verzamelalbum                                                                       |
| Easy to Assemble                                                    | 2003                  | -                     |                 |              | nooit commercieel uitgebracht wegens het uitlekken op internet van de promo-uitgave |
| Somersault                                                          | 2007                  | -                     |                 |              |                                                                                     |
| The Best of Chicane 1996-2008                                       | 2008                  | 06-06-2009            | 100             | 1            | verzamelalbum                                                                       |
| Giants                                                              | 2010                  | -                     |                 |              |                                                                                     |
| Thousand Mile Stare                                                 | 2012                  | -                     |                 |              |                                                                                     |
| (The Whole Is Greater Than) The Sum of Its Parts                    | 2015                  | 07-02-2015            | 36              | 1            |                                                                                     |
| Twenty                                                              | 2016                  | -                     |                 |              | verzamelalbum                                                                       |
| Sun:Sets 2018                                                       | 2018                  | -                     |                 |              | verzamelalbum                                                                       |
| The Place You Can't Remember, the Place You Can't Forget            | 2018                  | -                     |                 |              |                                                                                     |
| Sun:Sets 2019                                                       | 2019                  | -                     |                 |              | verzamelalbum                                                                       |
| Everything We Had to Leave Behind                                   | 2021                  | -                     |                 |              |                                                                                     |
| Nevertheless                                                        | 2023                  | -                     |                 |              |                                                                                     |
| Trampolines                                                         | 2024                  | -                     |                 |              |                                                                                     |

| Album met hitnotering(en) in de Vlaamse Ultratop 200 albums | Datum van verschijnen | Datum van binnenkomst | Hoogste positie | Aantal weken | Opmerkingen   |
| ----------------------------------------------------------- | --------------------- | --------------------- | --------------- | ------------ | ------------- |
| Behind the Sun                                              | 2000                  | 15-04-2000            | 50              | 1            |               |
| Twenty                                                      | 2016                  | 06-08-2016            | 125             | 3            | verzamelalbum |

### Singles
| Single met eventuele hitnotering(en) in de Nederlandse Top 40 | Datum van verschijnen | Datum van binnenkomst | Hoogste positie | Aantal weken | Opmerkingen                                                             |
| ------------------------------------------------------------- | --------------------- | --------------------- | --------------- | ------------ | ----------------------------------------------------------------------- |
| Right Here Right Now                                          | 1995                  | -                     |                 |              | als Disco Citizens                                                      |
| Offshore                                                      | 1996                  | 15-02-1997            | 28              | 3            | nr. 42 in de Single Top 100 / Dancesmash op Radio 538                   |
| Footprint                                                     | 1996                  | -                     |                 |              | als Disco Citizens                                                      |
| Sunstroke                                                     | 1997                  | -                     |                 |              |                                                                         |
| Footprint '97                                                 | 1997                  | -                     |                 |              | als Disco Citizens                                                      |
| Offshore '97                                                  | 1997                  | -                     |                 |              | met Anthony Pappa                                                       |
| Lost You Somewhere                                            | 1997                  | -                     |                 |              | met Caroline Lavelle                                                    |
| Red Skies                                                     | 1998                  | -                     |                 |              |                                                                         |
| Strong in Love                                                | 1998                  | -                     |                 |              | met Sylvia Mason-James                                                  |
| Nagasaki Badger                                               | 1998                  | -                     |                 |              | als Disco Citizens                                                      |
| Saltwater                                                     | 1999                  | 10-07-1999            | 25              | 7            | met Máire Brennan / nr. 23 in de Single Top 100                         |
| Don't Give Up                                                 | 2000                  | 25-03-2000            | 14              | 7            | met Bryan Adams / nr. 21 in de Single Top 100 / Dancesmash op Radio 538 |
| No Ordinary Morning / Halcyon                                 | 2000                  | -                     |                 |              | met Tracy Ackerman                                                      |
| Autumn Tactics                                                | 2000                  | -                     |                 |              | met Justine Suissa                                                      |
| Saltwater 2003                                                | 2003                  | -                     |                 |              | met Máire Brennan                                                       |
| Love on the Run                                               | 2003                  | 15-03-2003            | tip15           | -            | met Peter Cunnah / nr. 85 in de Single Top 100                          |
| Locking Down                                                  | 2003                  | -                     |                 |              | met Melissa Baten                                                       |
| Don't Give Up 2004                                            | 2004                  | -                     |                 |              | met Bryan Adams                                                         |
| Stoned in Love                                                | 2006                  | -                     |                 |              | met Tom Jones / nr. 66 in de Single Top 100                             |
| Come Tomorrow                                                 | 2007                  | -                     |                 |              | met Jack Starks                                                         |
| Bruised Water                                                 | 2008                  | 23-05-2009            | 22              | 6            | met Natasha Bedingfield / nr. 35 in de Single Top 100                   |
| Poppiholla                                                    | 2009                  | -                     |                 |              |                                                                         |
| Hiding All the Stars                                          | 2009                  | -                     |                 |              | met Natasha Andrews                                                     |
| Come Back                                                     | 2010                  | -                     |                 |              |                                                                         |
| Middledistancerunner                                          | 2010                  | -                     |                 |              | met Adam Young                                                          |
| Where Do I Start?                                             | 2010                  | -                     |                 |              | met Blandine                                                            |
| Going Deep                                                    | 2011                  | -                     |                 |              | met Aggi Dukes                                                          |
| Thousand Mile Stare                                           | 2012                  | -                     |                 |              |                                                                         |
| Three                                                         | 2012                  | -                     |                 |              | met Vigri                                                               |
| One Thousand Suns                                             | 2012                  | -                     |                 |              | met Ferry Corsten                                                       |
| One Thousand Suns                                             | 2013                  | -                     |                 |              | met Ferry Corsten & Christian Burns                                     |
| One More Time                                                 | 2013                  | -                     |                 |              | met Duane Harden                                                        |
| No More I Sleep                                               | 2014                  | -                     |                 |              | met Senadee                                                             |
| Still With Me                                                 | 2014                  | -                     |                 |              | met Bo Bruce                                                            |
| Ibiza Strings & Bleeps                                        | 2015                  | -                     |                 |              |                                                                         |
| Fibreglasses                                                  | 2015                  | -                     |                 |              |                                                                         |
| Carry Me Home                                                 | 2016                  | -                     |                 |              | met Steve Edwards                                                       |
| How Does Your House Work                                      | 2017                  | -                     |                 |              | met Barbarella                                                          |
| Gorecki                                                       | 2017                  | -                     |                 |              | met Hannah Robinson                                                     |
| Serendipity                                                   | 2018                  | -                     |                 |              | met Tracy Ackerman                                                      |
| A Love That's Hard to Find                                    | 2018                  | -                     |                 |              | met Paul Aiden                                                          |
| Nirvana                                                       | 2018                  | -                     |                 |              | met Rosalee O'Connell                                                   |
| Everything We Had to Leave Behind                             | 2020                  | -                     |                 |              | met Joseph Aquilina                                                     |
| Never Look Back                                               | 2020                  | -                     |                 |              |                                                                         |
| Make You Stay                                                 | 2021                  | -                     |                 |              |                                                                         |
| Hello, Goodbye                                                | 2021                  | -                     |                 |              |                                                                         |
| 8 (Circle)                                                    | 2021                  | -                     |                 |              |                                                                         |
| Don't Look Down                                               | 2021                  | -                     |                 |              |                                                                         |
| 1000 More Suns                                                | 2021                  | -                     |                 |              | met Joseph Aquilina                                                     |
| Sailing                                                       | 2021                  | -                     |                 |              |                                                                         |

| Single met hitnotering(en) in de Vlaamse Ultratop 50 | Datum van verschijnen | Datum van binnenkomst | Hoogste positie | Aantal weken | Opmerkingen             |
| ---------------------------------------------------- | --------------------- | --------------------- | --------------- | ------------ | ----------------------- |
| Saltwater                                            | 1999                  | 10-07-1999            | 5               | 18           | met Máire Brennan       |
| Don't Give Up                                        | 2000                  | 18-03-2000            | 17              | 11           | met Bryan Adams         |
| Autumn Tactics                                       | 2000                  | 28-10-2000            | tip9            | -            | met Justine Suissa      |
| Bruised Water                                        | 2009                  | 30-05-2009            | 30              | 4            | met Natasha Bedingfield |
| Hiding All the Stars                                 | 2010                  | 24-04-2010            | 23              | 2            | met Natasha Andrews     |